# (20443) 1999 JJ60
A (20443) 1999 JJ60 a Naprendszer kisbolygóövében található aszteroida. A LINEAR projekt keretében fedezték fel 1999. május 10-én.